# Còmic eròtic

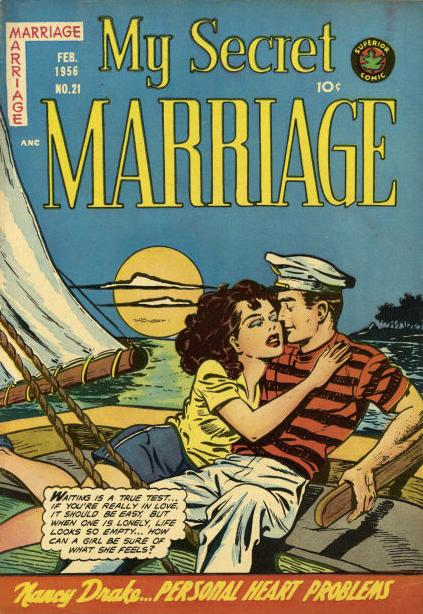
Portada de My Secret Marriage (1956).

El còmic eròtic és un gènere de còmic que es caracteritza per l'explotació de diversos elements relacionats amb la luxúria, que solen incloure la temàtica eròtica, l'homoerotisme, la presentació del nu i el seminu, la temàtica relacionada amb la sexualitat i la presentació de material explícit (presentació de sexe explícit). A causa de la seua destinació popular, al caràcter irreal de les seues temàtiques i presentacions i als seus paràmetres de censura limitats només a certa càrrega sexual, no qualifica com a obscenitat o pornografia.

## Característiques

### Temàtiques
- Està destinada a un públic adult, al que pretén excitar, fet que es veuria afavorit per les qualitats intrínseques del mitjà, que permeten comptar amb uns protagonistes el físic i les capacitats sexuals dels quals poden "depassar àmpliament els límits de la realitat", així com "l'especial morbidesa de la imatge fixa, que amb submisa immobilitat permet al lector recrear-se en cada meandre del traç".[2] Un autor com Víctor de la Fuente que ha hagut de dedicar-se al gènere per motius econòmics manté, no obstant això, una opinió molt diferent, considerant que representar l'erotisme a un mitjà estàtic com el còmic és absurd, ja que mai no s'aconseguirà la intensitat sensual del moviment.[3]
- La delimitació entre erotisme i pornografia és "una qüestió estrictament personal", encara que "podem dir que el còmic eròtic es limita a mostrar epidermis amb generositat i a suggerir amb major o menor picardia", mentre que el pornogràfic il·lustra les relacions sexuals que mantenen els personatges.[2] En aquest sentit, els afeccionats al còmic japonès distingeixen el Ecchi (ッチ), que no mostra el coit, del hentai (変態) que ja és plenament pornogràfic. La sensualitat, no obstant això, pot estar present en altres tipus d'historietes. És el cas de, per exemple, els Superherois, que estan vestits amb vestits que insinuen la seua anatomia. La diferència s'estableix, per tant, en el grau d'importància dels elements eròtics per al desenvolupament de la història.

### Formals
- Dibuix realista.
- Extensió generalment breu.

## Història
Desaparegudes les barreres de la censura, ha gaudit d'un gran auge des dels anys 60, donada la clara receptivitat del lector a aquests productes.

### Seglexix
L'erotisme com un component literari del còmic sorgeix en la segona meitat del segle xix amb l'augment de la popularitat de les dime novels, un format de literatura popular que sovint presentava historietes amb ambientació western. Les dime novels incloïen components eròtics i exòtics que provocaven la fascinació de l'autor, tals com: l'erotisme, el perill, la violència, el crim, el bandolerisme i l'exotisme racial (personatges de diferents orígens ètnics). Aquest tipus de literatura popular era principalment destinada al públic masculí, per la qual cosa sovint incloïa personatges femenins en situacions de perill o personatges masculins de caràcter dominant i fort.

### Segle XX

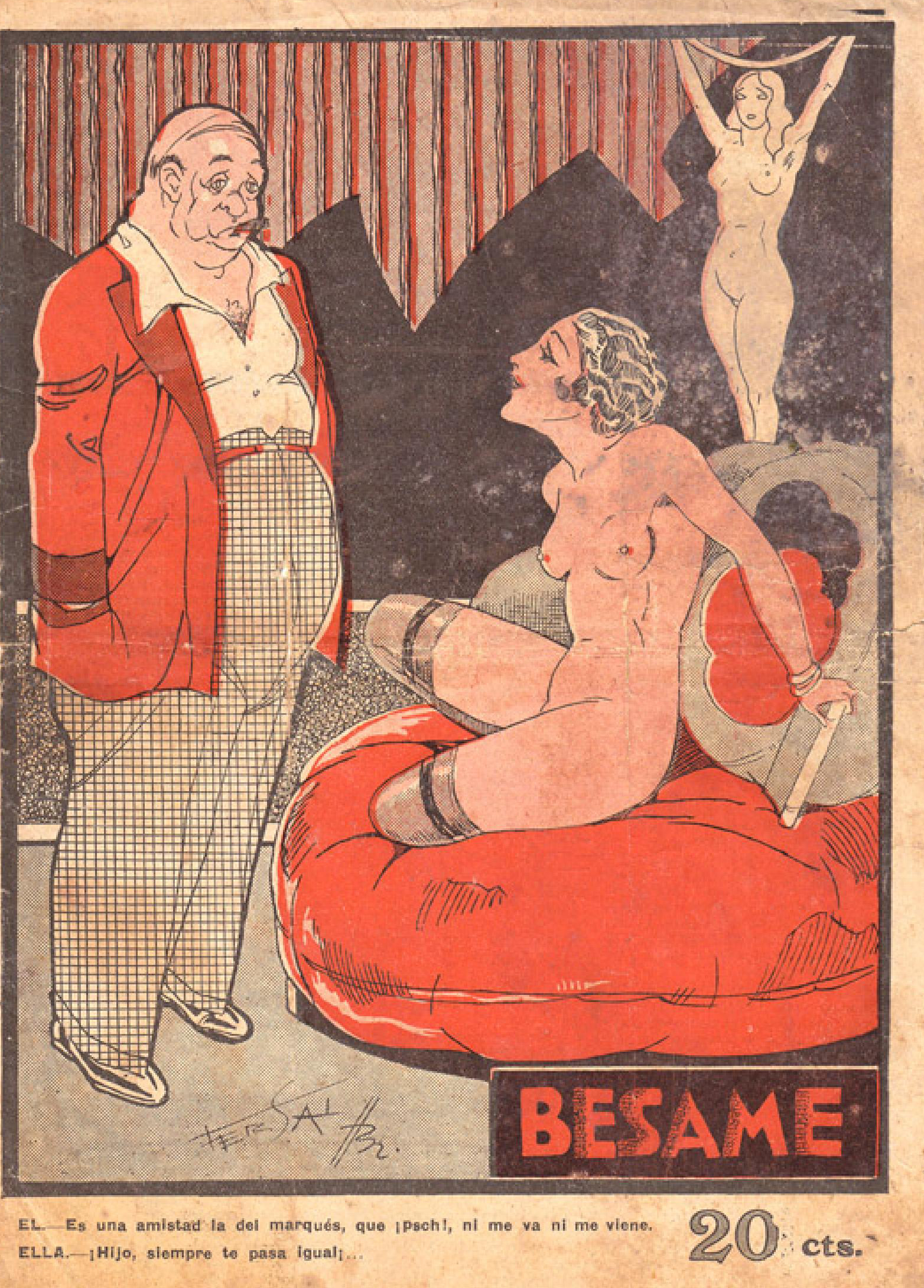
Portada de Fersal per a Bésame (1932), publicació sicalíptica de l'editorial Carceller.

La historieta eròtica compte entre els seus precedents amb les il·lustracions que es van difondre en les publicacions satíriques, a la fi del segle xix i principis del segle xx en les quals es destacava la bellesa femenina i jugava amb doble intenció. Entre les pioneres hi hagué Satiricón (1903), La Hoja de Parra (1911), Mundo Galante (1912), El Viejo Verde (1914) i La Guindilla (1931). En el període de la Primera Guerra Mundial les caricatures normalment tenien un enfocament polític que pretenia satiritzar el comportament militar i els esdeveniments de la guerra, presentant a la nació d'una manera absurda. La primera historieta en la qual va estar present l'erotisme va ser Bringing Up Father (1913), de George McManus, en la qual apareixien de tant en tant joves banyistes. Pel que fa a les publicacions en llengua catalana-valenciana, hi va haver publicacions sicalíptiques que van ser capdavanteres a l'Estat espanyol al primer terç del Segle XX: Papitu i La Traca/La Chala, ambdues vinculades a les esquerres i al republicanisme català i valencià. Una altra publicació de capçalera al període, KDT, tot i publicar-se en castellà, s'editava a Barcelona.
Les Bíblies de Tijuana (Bíblies de Tijuana o Dirty comics) en l'era de la Gran depressió dels anys 1920 conformen l'inici oficial de l'erotisme en la indústria dels Comic books. Les bíblies de Tijuana són un tipus de treball d'autopublicació de principis de l'època dels anys 20 que presentava temes eròtics acompanyats d'elements còmics entre els seus personatges. Aquest tipus de còmic apareix com un format que incloïa representacions gràfiques de personalitats de la faràndula o dibuixos animats en diferents situacions eròtiques, de vegades mantenint relacions sexuals. Com que aquest tipus de format era clandestí, es desconeixen la majoria dels creadors i productors d'aquests tipus de còmics.

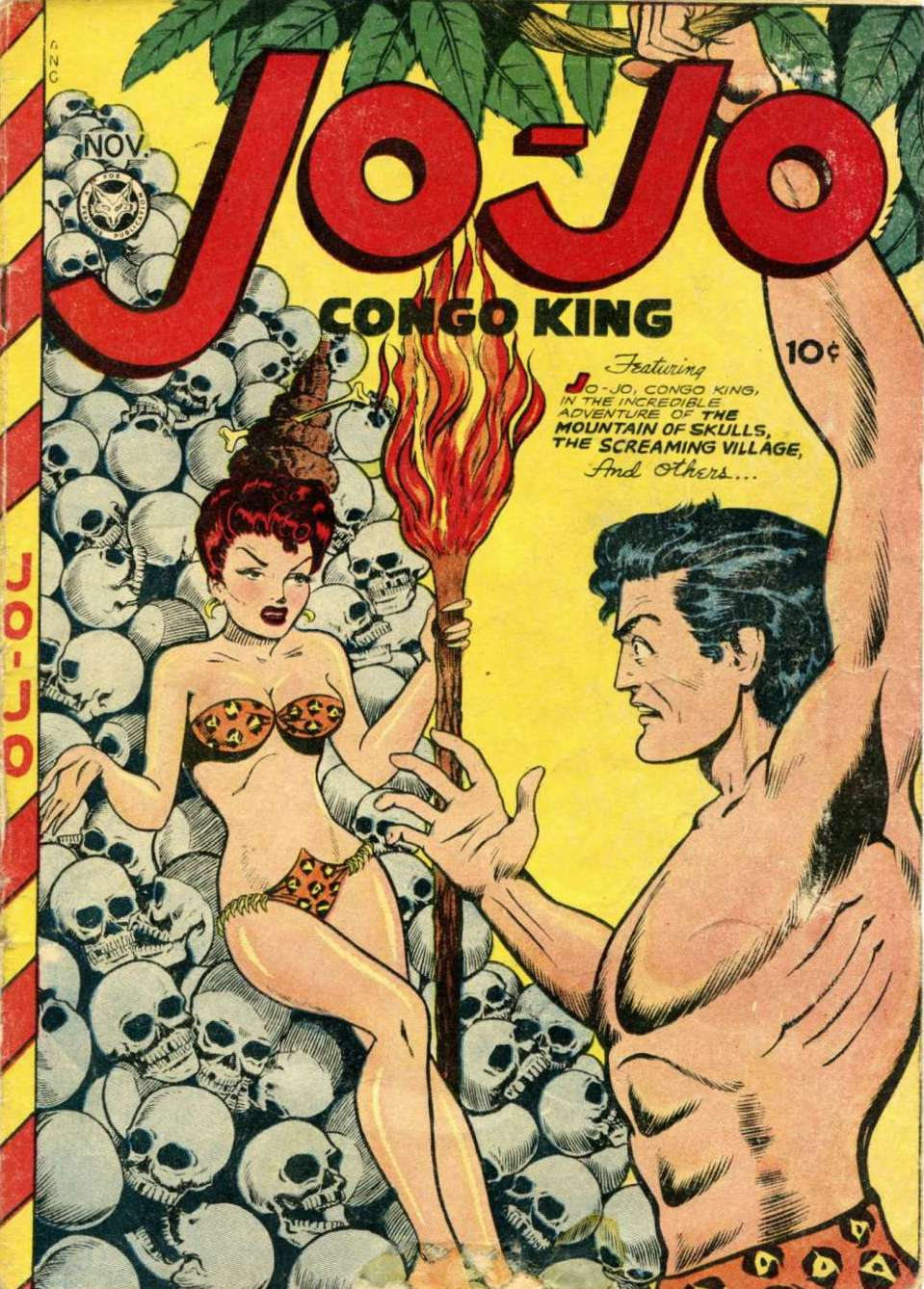
Portada de Jo-Jo: Congo King (1947).

En els anys de 1930 apareixen historietes amb temes eròtics menys sexuals i explícits que les bíblies de Tijuana; títols com Jane (1932) de Norman Pett fan aparició en la premsa amb un subtil to eròtic. Un clar exemple de còmic eròtic de la dècada dels 30 és Betty Boop, creada pels germans Fleischer de Fleischer Studios. Betty Boop és un personatge que representa una dona sexualizada de l'Era del Jazz (conegudes com a flappers).
Els herois de les primeres tires de grafisme realista no deixaven de mostrar els seus torsos atlètics i musculosos, mentre que les seves companyes com la Dale Arden de Flaix Gordon (1934), la Narda de Mandrake the Magician (1934) o la Diana Palmer d'el Fantasma (1936), no semblaven torbar-los, malgrat els escotats vestits i gases amb què "(des)tapaven els seus encants".
Amb la Segona Guerra Mundial, amb l'alta popularitat de l'art pin-up, sorgeixen còmics de temàtica eròtica subtil com Male Call (1943) de Milton Caniff i Katy Keene (1945) de Bill Woggon, produïda per Archie Comics. Els còmics eròtics d'aquesta època es tornen populars entre els membres de l'exèrcit dels Estats Units durant la guerra.
Des de 1946 a 1955 es difondran historietes sadomasoquistes de bondage de forma clandestina, primer en la revista "Bizarre" i després sota la marca Nutrix. Entre elles, destaquen "Gwendoline" de John Willie i Eric Staton i "Princess Elaine" d'Eneg. Aquest subgènere eròtic decauria després de la "detenció i procés de Irving Klaw, el seu promotor més important."

#### Còmic adult

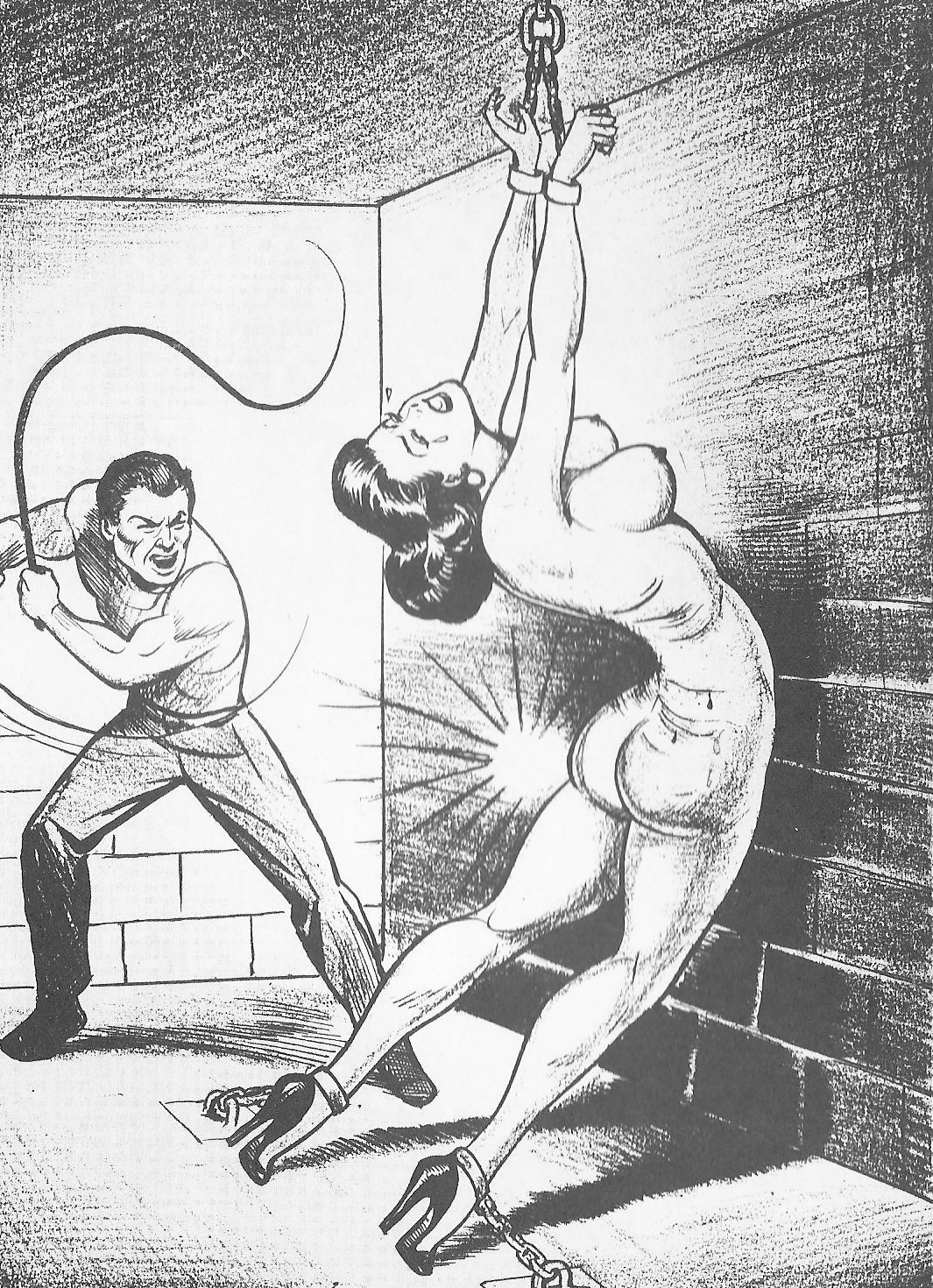
Còmic sadomasoquista de Joe Shuster (anys 50).

Entre els anys 50 i 60 apareixen còmics de temàtica eròtica que incloïen diversos temes socials com: el sexe premarital, la prostitució i l'homoerotisme en una manera més real i madura, a diferència de les revistes de pulp de la ficció d'explotació que mostraven els temes d'una manera irreal o sensacionalista. La introducció de temes socials relacionats amb el sexe predomina entre els anys de la Revolució sexual, abandonant els convencionalismes socials de la censura en els mitjans de difusió popular de la dècada dels 50. El còmic es veu influenciat a més pels corrents artístics de l'art pop i la naixent segona ona del feminisme entre la dècada dels cinquanta i la dècada dels seixanta; tots dos esdeveniments van motivar a introduir dones en rols més actius.
- A França, l'editor Eric Losfeld va publicar còmics de luxe en els quals donar regna solta a heroïnes autònomes i actives entorn dels sexual. La novetat va ser que no es deixaven dominar per l'home, com per exemple Barbarella (1962) de Jean-Claude Forest, i Valentina (1965) de l'italià Guido Crepax[15] que es basaven en els trets de Brigitte Bardot i Louise Brooks, respectivament. Després van venir Jodelle (1966), de Pierre Bartier i Guy Peellaert; Uranella (1966), de Pier Carpi i Floriano Bozzi; Paulette (1970) de Georges Pichard o Dracurella (1973), de Julio Ribera. Algunes eren, a més, adaptacions de clàssics literaris com la "Justine" de Crepax de 1979. Finalment, cal destacar també a André-François Barbe, qui "juga amb els deliris sexuals de la imaginació"[16]
- Als Estats Units, es produeixen també obres evidentment eròtiques com Little Annie Fanny (1962), desenvolupada per Harvey Kurtzman i Will Elder para la revista Playboy, o Sally Forth (1968) de Wally Wood. Unes altres barregen l'erotisme amb el terror en Vampirella (1969-1988) de Forrest J. Ackerman i Archie Goodwin, encara que el seu autor més característic sigui Pepe González. Hereus del Còmic underground, Robert Crumb dona vida a les seves fantasies sexuals i Richard Corben també fa ús dels nus a Den (1973).

Fora d'aquest corrent principal, cal destacar dos fenòmens:
- La publicació dels primers còmics gai, per part de Tom de Finlàndia a Dinamarca en 1967. Bill Ward, també realitzava dibuixos explícits d'homes amb característiques sexuals exagerades en diferents contextos eròtics.
- La introducció de l'erotisme en les historietes infantils, especialment al Japó, Gō Nagai va causar una gran polèmica amb la seva obra Harenchi Gakuen (1968-1972, revista Shōnen Jump). A Europa l'erotisme no es voria en la historieta juvenil, però sí que es començarien a realitzar representacions més realistes de cossos femenins. A Bèlgica, François Walthéry dibuixava al "primer personatge de revista infantil que tenia corbes més enllà de l'habitual fins aleshores": L'hostessa Natacha (1970).[17] A Espanya, destaquen com a grans dibuixants de cossos femenins d'Iñigo (Lola) i Carrillo.

A mitjan 70, el còmics per a adults s'ha convertit a Occident en tot un fenomen social i ha imposat "una mitologia femenina d'àmplia circulació" el que permetrà el sorgiment d'una producció massiva de revistes eròtiques a Itàlia amb títols com "Blancanieves", "Hessa", "Lucifera", "Belzeba" o "Zora, la vampira", que no destacaran per la seua qualitat.

#### Còmic eròtic modern

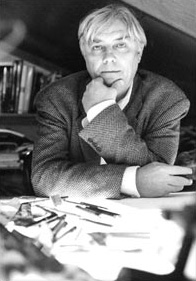
Milo Manara, imatge de Joe Zattere.

Ja en els anys 80, la temàtica eròtica es conrea desacomplexadament, sent l'italià Milo Ragés el més famós dels seus representants, amb obres com "El Clic" (1984), que comptaria amb diverses seqüeles. Alfonso Azpiri i Eleuteri Serpieri la combinen amb la ciència-ficció en obres com Lorna (1979) i Druuna (1985). Altres autors destacats són Franco Saudelli o Alex Varenne.
Durant els anys 90, Jordi Bernet il·lustrava Clara... de noche (1992) i Cicca Dum-Dum (1998), ambdues esguitades d'humor, mentre Mónica i Bea (Pequeñas viciosas) van presentar en El Víbora personatges femenins perversos, embolicats en un surrealisme sensual morbós.
En els últims anys, poden destacar-se les aproximacions d'Alan Moore al gènere amb Lost Girls, i a una sèrie de creadores, que encara que escasses, solen aportar un punt de vista diferent al dominant. En és el cas de Giovanna Casotto que aposta per les històries quotidianes més o menys sorprenents i de la qual cal destacar el seu virtuosisme gràfic. Més prop de l'erotisme que de la pornografia està Fraise et Chocolat de Aurélia Aurita, on narra en estil underground la seva experiència en l'amor, explicant de forma molt natural i desinhibida les seves relacions sexuals.